# Aiden Palmer
Aiden Palmer (Enfield, Inglaterra, 2 de enero de 1987) es un futbolista inglés. Juega de Defensa-Lateral y su actual equipo es el Leyton Orient FC de Inglaterra.

## Clubes
| Club             | País       | Año           |
| ---------------- | ---------- | ------------- |
| Leyton Orient FC | Inglaterra | 2004-presente |